# Pterostichus tahoensis
Pterostichus tahoensis är en skalbaggsart som beskrevs av Thomas Casey. Pterostichus tahoensis ingår i släktet Pterostichus och familjen jordlöpare. Inga underarter finns listade i Catalogue of Life.